# 제1회 골든 글로브상
제1회 골든 글로브상은 1943년 상영된 영화 중 가장 뛰어난 영화를 수상하기 위해 1944년 1월 20일, 로스앤젤레스의 20세기 폭스의 스튜디오에서 열린 시상식이다.

## 수상
| 작품상            | 작품상                                | 작품상 |
| ----------------- | ------------------------------------- | ------ |
| 베르데나트의 노래 |                                       |        |
| 남우주연상        |                                       |        |
| 폴 루커스         | 라인의 감시의 커트 멀러 역            |        |
| 여우주연상        |                                       |        |
| 제니퍼 존스       | 베르나데트의 노래의 베르나데트 역     |        |
| 남우조연상        |                                       |        |
| 아킴 타미로프     | 누구를 위하여 종은 울리나의 파블로 역 |        |
| 여우조연상        |                                       |        |
| 카티나 팍시누     | 누구를 위하여 종은 울리나의 필라 역   |        |
| 감독상            |                                       |        |
| 헨리 킹           | 베르나데트의 노래                     |        |

## 같이 보기
- 할리우드 외신 기자 협회

## 참고 문헌
1. ↑  "Golden Globes, USA" https://www.imdb.com/event/ev0000292/1944